# Бупівакаїн
Бупівакаїн — це амідний лікарський засіб, що застосовуються для місцевої анестезії. При блокадах нервів він вводиться навколо нерва, що інервує певну ділянку, або в епідуральний простір хребетного каналу. Також, препарат доступний у поєднанні з невеликою кількістю адреналіну, щоб збільшити тривалість його дії. Зазвичай він починає працювати впродовж 15 хвилин, і дія триває від 2 до 8 годин.
Можливі побічні ефекти включають сонливість, посмикування м'язів, дзвін у вухах, зміни зору, низький кров'яний тиск та нерегулярний пульс. Існує занепокоєння, що введення його в суглоб може спричинити проблеми з хрящем. Концентрований бупівакаїн не рекомендується застосовувати для епідурального заморожування. Епідуральне заморожування також може збільшити тривалість пологів. Це місцевий анестетик амідної групи.
Бупівакаїн був відкритий в 1957 р. Він входить до списку основних лікарських засобів ВООЗ. Бупівакаїн доступний як дженерик. Імплантаційний бупівакаїн (Xaracoll) був схвалений для медичного застосування в США в серпні 2020 року.

## Медичне використання
Бупівакаїн рекомендовано для локальної інфільтрації, блоку периферичних нервів, блокади симпатичного нерва, епідуральних і хвостових блокадах. Іноді його застосовують у комбінації з адреналіном, щоб запобігти системному всмоктуванню та продовжити тривалість дії.
0,75 % (найбільш концентрований) препарат використовується в ретробульбарному блоці. Це найчастіше застосовуваний місцевий анестетик при епідуральній анестезії під час пологів, а також при лікуванні післяопераційного болю. Ліпосомальні препарати бупівакаїну (торгова марка EXPAREL) показали, що вони ефективніші для полегшення болю, ніж звичайні розчини бупівакаїну.
Комбінована фіксована доза бупівакаїну з колагеном типу I (торгова марка Xaracoll) рекомендовано для зняття болю впродовж 24 годин у дорослих після відкритої операції з приводу пахової грижі.
Бупівакаїн (Posimir) призначається дорослим для введення в субакроміальний простір під прямою артроскопією для отримання післяопераційного знеболення впродовж 72 годин після артроскопічної субакроміальної декомпресії.

## Протипоказання
Бупівакаїн протипоказаний пацієнтам з відомими реакціями гіперчутливості до бупівакаїну або аміноамідних анестетиків. Він також протипоказаний при акушерських парацервікальних блокадах та внутрішньовенній регіонарній анестезії (Блокада Біра) через потенційний ризик відмови джгута та системної абсорбції препарату та подальшої зупинки серця.
Препарат 0,75 % протипоказаний при епідуральній анестезії під час пологів через асоціацію з рефрактерною зупинкою серця.

## Побічні ефекти
Порівняно з іншими місцевими анестетиками, бупівакаїн є помітно кардіотоксичним. Однак побічні реакції на лікарські засоби (ПРЛЗ, ADRs) рідкісні, якщо їх правильно вводити. Більшість ПРЛЗ спричинені прискореним всмоктуванням із місця ін'єкції, ненавмисним внутрішньосудинним введенням або повільною метаболічною деградацією. Однак алергічні реакції можуть виникати рідко.
Клінічно значущі побічні явища виникають внаслідок системного всмоктування бупівакаїну і насамперед стосуються центральної нервової системи (ЦНС) та серцево-судинної системи. Ефекти ЦНС зазвичай виникають при нижчих концентраціях у плазмі крові. Спочатку кортикальні гальмівні шляхи вибірково гальмуються, викликаючи симптоми збудження нейронів. При вищих концентраціях у плазмі гальмуються як гальмівний, так і збудливий шляхи, що спричиняє депресію ЦНС та потенційно кому. Вищі концентрації в плазмі також призводять до серцево-судинних ефектів, хоча серцево-судинний колапс може також відбуватися при низьких концентраціях. Несприятливі ефекти на ЦНС можуть свідчити про наближення кардіотоксичності, і їх слід ретельно контролювати.
- ЦНС: циркуральне оніміння, поколювання обличчя, запаморочення, шум у вухах, неспокій, занепокоєння, запаморочення, судоми, кома
- Серцево-судинні: гіпотонія, аритмія, брадикардія, серцева блокада, зупинка серця[11][16]

Токсичність може також виникати при введенні субарахноїдальної ін'єкції під час високої спінальної анестезії. Ці ефекти включають: парестезію, параліч, апное, гіповентиляцію, нетримання калу та нетримання сечі. Крім того, бупівакаїн може викликати хондроліз після безперервної інфузії в суглобову щілину.
Бупівакаїн спричинив кілька смертей, коли епідуральний анестетик вводили внутрішньовенно випадково.

### Лікування передозування
Докази на тваринах свідчать про те, що інтраліпід, загальнодоступна внутрішньовенна ліпідна емульсія, може бути ефективною при лікуванні важкої кардіотоксичності, спричиненої передозуванням місцевих анестетиків, є повідомлення про випадки успішного застосування цього способу у людей. Опубліковані плани ширшої оприлюднення цього виду лікування.

### Вагітність та лактація
Бупівакаїн проникає через плаценту і є препаратом категорії С для вагітності. Однак він схвалений для використання в акушерській анестезії. Бупівакаїн виводиться з грудним молоком. Ризики припинення грудного вигодовування та припинення прийому бупівакаїну слід обговорювати з пацієнтом.

### Постартроскопічний гленохумеральний хондроліз
Бупівакаїн токсичний для хряща, і його внутрішньосуглобові вливання можуть призвести до постартроскопічного гленогумерального хондролізу.

## Фармакологія

### Фармакодинаміка
Бупівакаїн зв'язується з внутрішньоклітинною частиною натрієвих каналів воріт-напруги і блокує приплив натрію в нервові клітини, що запобігає деполяризації. Без деполяризації не може відбутися ініціювання або проведення больового сигналу.

### Фармакокінетика
Швидкість системної абсорбції бупівакаїну та інших місцевих анестетиків залежить від дози та концентрації введеного препарату, шляху введення, інтенсивності васкуляризації місця введення та наявності або відсутності адреналіну у препараті.
- Початок дії (залежний від шляху та дози): 1-17 хв
- Тривалість дії (залежно від шляху та дози): 2-9 годин
- Період напіввиведення: новонароджені, 8,1 год, дорослі: 2,7 год
- Час до досягнення пікової концентрації в плазмі (для периферичної, епідуральної або каудальної блокади): 30-45 хв
- Зв'язування з білками: близько 95 %
- Метаболізм: печінковий
- Виведення: нирки (6 % без змін)[16]

## Хімічна структура
Як і лідокаїн, бупівакаїн є аміноамідним анестетиком; ароматична група і вуглеводневий ланцюг пов'язані амідним зв'язком, а не ефіром, як у попередніх місцевих анестетиках. Як результат, аміноамідні анестетики є стабільнішими та рідше викликають алергічні реакції. На відміну від лідокаїну, кінцева аміно-порція бупівакаїну (а також мепівакаїну, ропівакаїну та левобупівакаїну) міститься всередині піперидинового кільця; ці агенти знані як піпехоліл-ксилідини.

## Суспільство та відповідальність

### Правовий статус
17 вересня 2020 року Комітет з лікарських засобів для людського використання (англ. Committee for Medicinal Products for Human Use, CHMP) Європейського агентства з лікарських засобів (англ. EMA) прийняв позитивний висновок, рекомендуючи надати дозвіл на продаж лікарського засобу Exparel, призначеного для лікування після операційного болю. Заявником цього лікарського засобу є компанія Pacira Ireland Limited. Ліпосомальний одяг був схвалений для медичного використання в Європейському Союзі в листопаді 2020 року.

### Економіка
Бупівакаїн доступний як дженерик.

## Дослідження
Левобупівакаїн є (S)-(-)-енантіомером бупівакаїну, з більшою тривалістю дії, що забезпечує меншу вазодилятацію. Корпорація Durect розробляє біодеградаційну систему доставляння ліків з контрольованим вивільненням для після операційного періоду. Станом на 2011 рік завершено клінічне випробування III фази.

## Синоніми
Бупівакаїн (HCL, Heavy, Hidrochloride), BUPIVACAINE AGUETTANT, Posimir, Marvona SUIK, ReadySharp Bupivacaine

### Торгові марки
Exparel, Exparel Lyposomal, Маркаїн (Marcaine), Marcaine Spinal, Sensorcaine, Sensorcaine-MPF, Xaracoll

### Дженерики
Лонгокаїн, Бупівакаїну гідрохлорид, Jamp-bupivacaine, Burapren, Sensorcaine Mpf, Новостезин